# ويليام ويبل وارن
ويليام ويبل وارن هو كاتب وسياسي أمريكي، ولد في 27 مايو 1825، وتوفي في 1 يونيو 1853 في سانت بول في الولايات المتحدة. انتخب عضو مجلس نواب مينيسوتا ‏.